# Herb gminy Wierzbno
Herb gminy Wierzbno – jeden z symboli gminy Wierzbno, ustanowiony 27 lipca 2001.

## Wygląd i symbolika
Herb przedstawia na tarczy w polu błękitnym złotego niedźwiedzia idącego w prawo, a nad nim złoty półtorakrzyż (godło z herbu Prus).